# Narathura tameanga
Narathura tameanga är en fjärilsart som beskrevs av George Thomas Bethune-Baker 1896. Narathura tameanga ingår i släktet Narathura och familjen juvelvingar. Inga underarter finns listade i Catalogue of Life.